# Alois Grussmann
Alois Grussmann (Ostrava, 6 settembre 1964) è un ex calciatore cecoslovacco, di ruolo attaccante.

## Biografia
Altre fonti indicano Opava come luogo di nascita di Grussman.

## Carriera

### Club
Nella stagione 1984-85 esordisce con la maglia del Baník Ostrava, prima squadra della sua città natale, Ostrava. Riesce a vincere una Coppa Rappan nel 1985. Nel 1986, dopo una breve esperienza con il Fotbal Frýdek-Místek, passa ai neo-campioni del Vítkovice. In cinque stagioni conclude i tornei quasi sempre al centro classifica ottenendo un secondo posto nel 1986-87 dietro lo Sparta Praga. Con i bianco-azzurri vive la miglior stagione nel 1989 quando riesce a realizzare 11 reti in 30 partite. Conclude l'esperienza a Vítkovice totalizzando 140 partite di 1. Liga e 30 marcature. Si trasferisce in Spagna nell'estate del 1991 andando a Siviglia per giocare con il Real Betis, club di Segunda División spagnola. Il Real Betis conclude la stagione al quarto posto anche grazie alle 8 reti messe a segno dall'attaccante cecoslovacco. Torna ad Ostrava nel 1992, sempre tra le file del Baník. Nell'ottobre del 1992 ritorna al Vítkovice, ma qui gioca poche partite senza realizzare alcuna marcatura. Nel gennaio del 1993 si trasferisce ad Olomouc per giocare nel Sigma. Ottiene due piazzamenti nella parte alta della classifica sia nell'ultimo campionato cecoslovacco sia nel primo torneo ceco. Nel 1993 la Cecoslovacchia si divide in Repubblica Ceca e Repubblica Slovacca: essendo nato ad Ostrava diviene un cittadino ceco. Nel 1994 passa al Kaučuk Opava che dopo aver vissuto la stagione 1994-95 in Druhá Liga ottiene il secondo posto e viene promosso in 1. liga. Nel 1997-98 si ha la prima edizione della 1. liga che va a sostituire la 1. Liga. Il Kaučuk vive stagioni altalenanti: Grussman vive le sue migliori tra il 1996 e il 1998 nelle quali segna 13 e 8 reti in 58 partite. Nel 1998 il Kaučuk cambia denominazione divenendo SFC Opava. Grussman continua a segnare 7 reti in 45 incontri: l'ultima stagione, nella quale Grussman realizza una sola marcatura, vede la retrocessione della società di Opava. Grussman lascia l'Opava e va a Třinec giocando col Zelezarny Třinec, con i quali totalizza 12 presenze e nessuna rete. Conclude la sua carriera con più di 380 partite da professionista e più di 100 reti.

### Nazionale
Tra il 1988 e il 1991 viene chiamato 5 volte: segna solo il 6 febbraio 1991 in una partita amichevole contro l'Australia quando, dopo esser subentrato a Ondrej Krištofík nei minuti finali dell'incontro, realizza lo 0-2.

## Palmarès
- Coppa Piano Karl Rappan: 1

Baník Ostrava OKD: 1985